# 那彦図
那彦図（ナヤントゥ、Nayantu）は清末民初の政治家。モンゴル族でありモンゴル・ハルハ薩親王を世襲した。

## 事跡
1893年（光緒19年）、鑲白旗都統兼領侍衛内大臣となる。1898年（光緒24年）、正紅旗都統に移る。1903年（光緒29年）、鑲黄旗都統に転じた。1908年（光緒34年）、健鋭営都統になる。1912年（民国元年）、烏里雅蘇台将軍に昇進した。
中華民国成立後は政党活動に加わり、共和党・進歩党で理事となった。1913年（民国2年）、政治会議議員となる。翌年、参政院参政となった。同年9月、綏威将軍の位を授与されている。1917年（民国6年）、臨時参議院副議長となる。後に、満州鑲黄都統に復帰した。1925年（民国14年）、善後会議会員となる。1934年（民国23年）3月、蒙古地方自治政務委員会委員となった。
1938年（民国27年）4月、死去。享年66。